# Llibreria Lagun
La llibreria Lagun és una llibreria creada en el barri vell de Sant Sebastià el 1968. Els seus fundadors van ser Ignacio Latierro, María Teresa Castells i José Ramón Rekalde. Al llarg del temps la llibreria ha sofert nombrosos atacs.

## Història
Va ser fundada en l'ambient polític de l'any 1968 a la plaça de la Constitució de Donostia. La botiga es va fundar vinculada al mon de l’esquerra i durant el franquisme venia llibres prohibits. El 1972 va patir el primer atac de l'extrema dreta. A partir de 1983 es va posicionar contra ETA i, va patir atacs de la Kale borroka. L’any 2000, van decidir tancar la botiga. Uns mesos més tard, el 3 d'agost de 2001, amb suport econòmic, es va reobrir al centre de Donostia, al carrer Urdaneta.